# Március 2.
Március 2. az év 61. (szökőévben 62.) napja a Gergely-naptár szerint. Az évből még 304 nap van hátra.
Névnapok: Lujza + Absa, Absolon, Axel, Harri, Harriet, Hendrik, Henriett, Henrietta, Henrik, Kada, Károly, Lél, Szendile

## Események

### Politikai események
- 1345 – VI. Kelemen pápa a veszprémi püspöki székbe helyezi át Galhard de Carceribus csanádi püspököt.
- 1444 – Szkander bég vezetésével Lezhában megalakul a Lezhai Liga, amelynek köszönhetően Albánia 1468-ig megőrzi függetlenségét a terjeszkedő Oszmán Birodalomtól.
- 1458 – Podjebrád Györgyöt cseh királlyá választják.
- 1518 – II. Lorenzo de’ Medici Amboise-ban nőül veszi Madeleine de la Tour d’Auvergne-t.
- 1938 – Moszkvában elkezdődik a Lev Davidovics Trockij elleni per.
- 1956 – Marokkó függetlenné válik.
- 1973 – Elkezdődik az amerikai csapatok kivonása Vietnámból.
- 1978 – Kádár László Gábor veszprémi püspököt áthelyezik az egri érseki székbe.
- 1990 – Együttélés néven magyar politikai mozgalom alakul Pozsonyban, Duray Miklóssal az élen.
- 1992 – A Moldovai Köztársaság az ENSZ tagja lesz.
- 2008 – Elnökválasztás Oroszországban.

### Tudományos és gazdasági események
- 1498 – Vasco da Gama hajói kikötnek Mozambik szigetén.
- 1818 – Giovanni Battista Belzoni olasz kalandor megtalálja a Hafré-piramis bejáratát, és bejut a sírkamrába.
- 1870 – Felavatják a Budavári Siklót (akkor még Budai Hegypálya néven).
- 1923 – Csepelen üzembe helyezik a 250 wattos HUTH-adók egyikét. A Magyar Távirati Iroda közgazdasági híreinek továbbítására használták.
- 1972 – Az USA elindítja a Pioneer–10 űrszondát a Naprendszer külső bolygóinak felkutatására.
- 1989 – 12 európai uniós tagállam megállapodása a légkört károsító gázok kibocsátásának korlátozásáról.
- 1998 – A Galileo űrszonda adatokat küld a Jupiter Europa holdjáról, amelyekből kiderül, hogy a jégkéreg alatt folyékony óceán található.
- 2004 – A kouroui űrrepülőtérről elindul a Rosetta és a Philae üstököskutató űrszondapáros.
- 2011 – Az Apple bemutatja az iPad2-t.
- 2020 – A Yahoo! időkapszula kinyitásának tervezett időpontja.

### Kulturális események

#### Irodalmi, színházi és filmes események
- 1933 – New Yorkban bemutatják a King Kong című filmet.

## Születések
- 1810 – XIII. Leó pápa († 1903)
- 1816 – Faller Gusztáv bányatanácsos, a Selmeci Akadémia tanára († 1881)
- 1817 – Arany János magyar költő, műfordító († 1882)
- 1821 – Bérczy Károly magyar író, műfordító, újságíró († 1867)
- 1824 – Bedřich Smetana cseh zeneszerző († 1884)
- 1833 – József Károly Lajos osztrák főherceg, magyar királyi herceg, lovassági tábornok, a Magyar Királyi Honvédség főparancsnoka († 1905)
- 1862 – Bárkány Mária német drámai színésznő († 1928)
- 1862 – Zimányi Károly magyar geofizikus, mineralógus, a Magyar Tudományos Akadémia tagja († 1941)
- 1873 – Góth Móric magyar festő († 1944)
- 1875 – Jászi Oszkár társadalomtudós, szerkesztő, politikus († 1957)
- 1876 – XII. Piusz pápa († 1958)
- 1885 – Bencze György magyar iparos, gazdálkodó, magyar országgyűlési és kárpátaljai tartománygyűlési képviselő († 1946)
- 1895 – Almár György magyar műépítész, iparművész, festő, grafikus († 1974)
- 1897 – Prohászka Lajos magyar pedagógus, kultúrfilozófus, a Magyar Tudományos Akadémia levelező tagja († 1963).
- 1903 – Basilides Barna magyar festőművész, grafikus, gobelintervező († 1967)
- 1911 – Bozsi Mihály olimpiai bajnok vízilabdázó, úszó, edző († 1984)
- 1912 – Jánossy Lajos magyar fizikus, tanszékvezető egyetemi tanár, az MTA tagja és alelnöke († 1978).
- 1913 – Georgij Nyikolajevics Fljorov szovjet magfizikus († 1990)
- 1920 – Dr. Haraszti Sándor bölcsész, baptista lelkipásztor († 1998)
- 1927 – Witold Szalonek lengyel zeneszerző és zenepedagógus († 2001)
- 1930 – Tom Wolfe amerikai író, újságíró († 2018)
- 1931 – Mihail Gorbacsov SZKP-főtitkár,  a Szovjetunió egykori elnöke († 2022)
- 1931 – Sebestyén János csembaló- és orgonaművész, a Magyar Rádió műsorvezetője († 2012)
- 1942 – John Irving amerikai író és Oscar-díjas forgatókönyvíró
- 1942 – Varga István magyar teológus, hittudományi főiskolai rektor
- 1943 – Peter Straub amerikai horroríró és költő († 2022)
- 1944 – Szombath Zoltán erdélyi magyar ornitológus
- 1948 – Horváth Zsuzsa Jászai és Aase-díjas magyar színésznő
- 1949 – Gates McFadden amerikai színésznő és koreográfus
- 1951 – Balázs Fecó Kossuth- és Liszt Ferenc-díjas magyar énekes, zeneszerző († 2020)
- 1955 – Demény Attila magyar zeneszerző, zongoraművész († 2021)
- 1955 – Oliver von Dohnányi magyar születésű csehszlovák zeneszerző, karmester
- 1958 – Györgydeák György képzőművész († 2008)
- 1962 – Gabriele Tarquini olasz autóversenyző
- 1962 – Jon Bon Jovi amerikai zenész
- 1966 – Csernus Imre pszichiáter, író
- 1966 – Perjési Hilda magyar színésznő
- 1967 – Makay Andrea magyar színésznő
- 1968 – Daniel Craig angol színész
- 1969 – Ittzés Gergely fuvolaművész, egyetemi tanár
- 1969 – Oleg Alekszandrovics Maszkajev orosz nehézsúlyú ökölvívó
- 1976 – Erdei Sándor humorista, előadóművész
- 1976 – Jevgenyij Vlagyimirovics Lusnyikov orosz kézilabdázó
- 1977 – Chris Martin angol énekes, zeneszerző (Coldplay)
- 1979 – Szergej Davidov fehérorosz műkorcsolyázó
- 1980 – Vas Márton magyar jégkorongozó
- 1981 – Bryce Dallas Howard amerikai színésznő, rendező, producer
- 1985 – Sáfrán Mihály kenus
- 1985 – Robert Iler amerikai színész
- 1985 – Tony Jeffries angol bokszoló
- 1985 – Jose Luis Fuentes Bustamante venezuelai tornász
- 1988 – Matthew Mitcham ausztrál műugró
- 1989 – Toby Alderweireld belga labdarúgó
- 1989 – Devecseri Ádám magyar kenus
- 1989 –  Nathalie Emmanuel angol színésznő
- 1990 – I Honggi dél-koreai énekes, színész
- 1996 – Gyulai-Zékány István magyar színész

## Halálozások
- 986 – Lothár nyugati frank király (* 941)
- 1333 – I. Ulászló lengyel király Lengyelország újraegyesítője (* 1261)
- 1282 – Prágai (Árpád-házi) Szent Ágnes (* 1205)
- 1598 – Alessandro Farnese itáliai bíboros, pápai legátus (* 1520)
- 1791 – John Wesley anglikán lelkész, a metodista megújulási mozgalom (protestáns) megalapítója Angliában. (* 1703)
- 1769 – Bod Péter, református lelkész, irodalomtörténész (* 1712)
- 1797 – Horace Walpole angol író, horror-történetek szerzője (* 1717)
- 1868 – Nagy Károly magyar matematikus, csillagász (* 1797)
- 1907 – Széchenyi Andor magyar utazó (* 1865)
- 1926 – Gedeon Alajos magyar író, pedagógus (* 1875)
- 1930 – David Herbert Lawrence angol író, költő (* 1885)
- 1931 – Klupathy Jenő fizikus, az MTA tagja (* 1861)
- 1968 – Olasz János magyar színész (* 1904)
- 1975 – Valkó Imre magyar kutatómérnök, feltaláló (* 1902)
- 1982 – Philip K. Dick amerikai sci-fi író (* 1928)
- 1988 – Endrődi István magyar karikaturista, grafikus (* 1920)
- 1991 – Serge Gainsbourg (er. Lucien Ginsburg), francia költő, zeneszerző, énekes, színész, filmrendező (* 1928)
- 2008 – Szofiko Csiaureli grúz színésznő (* 1937)
- 2018 – Illyés Mari magyar színésznő (* 1950)
- 2019 – Koós János magyar énekes, parodista, színész (* 1937)
- 2020 – Zana József magyar színész (* 1938)
- 2020 – Domonkos Béla magyar szobrászművész (* 1934)
- 2024 – Koncz András Munkácsy Mihály-díjas magyar festőművész (* 1953)
- 2024 – Pintér Mária magyar manöken, modell, fotómodell (* 1955)

## Nemzeti ünnepek, emléknapok, világnapok
- Mianmar: a földművesek napja